# 415 av. J.-C.
Cette page concerne l'année 415 av. J.-C. du calendrier julien proleptique.

## Événements
- Mars : la pièce d’Euripide Les Troyennes est présentée pour la première fois durant les Grandes Dionysies[1].
- Fin mars : rapport à l'Assemblée des députés athéniens revenus de Sicile. Grand débat sur l'opportunité d'une nouvelle expédition vers la Sicile[2].
- Nuit du 6 au 7 juin : scandale des Hermocopides à Athènes[3]. Avant l’expédition de Sicile, des statues d'Hermès sont mutilées sur l’Agora durant une nuit de printemps. Des parodies de Mystères ont lieu dans des maisons privées. Un complot oligarchique est soupçonné. Alcibiade est accusé d’y avoir participé. Il risque une condamnation à mort.
- Mi-juin : départ de l’expédition de Sicile initiée par Alcibiade, épisode de la guerre du Péloponnèse (fin en 413 av. J.-C.)[2].
  - L’expédition est motivée par la menace de Sélinonte et de Syracuse sur Ségeste : les Athéniens sont d’abord divisés entre partisans de la paix (Nicias) et de la guerre (Alcibiade). Ces derniers l’emportent, et 134 trières ainsi que 27 000 hommes, dirigés par Alcibiade, Lamachos et Nicias, quittent Athènes. Alcibiade impose son plan de conquête de la Sicile. Il tente de s’assurer des appuis auprès des cités siciliennes et des Sicèles. Mais devant l’ampleur de la flotte athénienne, les Cités se méfient. Seule Naxos se montre favorable, mais les Athéniens s’emparent par surprise de Catane, qui leur servira de base. Dès 415 av. J.-C., les Athéniens débarquent dans le port de Syracuse, mais ne profitent pas de leur victoire et se retirent à Catane pour attendre le printemps suivant, ce qui permet à Hermocrate d’organiser la résistance.
- Été : Alcibiade, mis en cause dans l’affaire des Hermès, est rappelé de Sicile. Il se réfugie à Sparte où il soutient une alliance entre Sparte et Syracuse contre Athènes. À Athènes, une centaine de personnes de l’aristocratie, sous le coup d’accusations mensongères, risquent la peine de mort. Le conseil des Cinq-Cents allait les soumettre à la torture, quand Andocide se dénonce lui-même avec garantie d’impunité. Vingt-deux personnes sont exécutées[2].

- 13 octobre[4] : à Rome, entrée en fonction de tribuns militaires à pouvoir consulaire : Aulus Sempronius Atratinus, Marcus Papirius Mugillanus, Spurius Nautius Rutilus, Quintus Fabius Vibulanus Ambustus[5].

- Hiver 415-414 av. J.-C.: les Athéniens profitent de la trêve hivernale pour chercher des renforts auprès de Carthage et des Étrusques, qui fournissent une petite flotte à Athènes. Une inscription de Tarquinia pourrait attester de cette aide.

- Athénagoras prend la tête des démocrates Syracusains[2].

## Naissances
- Théétète d'Athènes.